# Нар Урини
Нар Урини (настоящее имя Ираида Алексеевна Петрова; 16 марта 1913, Уфимская губерния, Российская империя — 4 октября 1983, Москва, СССР) — чувашская писательница, драматург, поэтесса.

## Биография
Родилась 16 марта 1913 года в Башкирии.
Обучалась в Казанском чувашском педтехникуме, Главном театрально-художественном техникуме. Руководила хоровым коллективом. В Союзе писателей СССР с 1980 года.
Умерла 4 октября 1983 года в Москве. Похоронена в Чебоксарах.

## Сочинения
- «Тядюк» — Тядюк (1969);
- «Çул юппинче» (1973);
- «Савпипе Кришна» — Савпи и Кришна (1975);
- «Пурнăç çиппи» — Ниточка жизни (1979);
- «Телейпе Илем» — Счастье и Красота (1982);